# Tipula (Savtshenkia) grisescens
Tipula (Savtshenkia) grisescens is een tweevleugelige uit de familie langpootmuggen (Tipulidae). De soort komt voor in het Palearctisch gebied.